# Max Uehlinger
Max Uehlinger (* 28. Juni 1894 in Zürich; † 3. Februar 1981 in Minusio, heimatberechtigt in Schaffhausen) war ein Schweizer Bildhauer, Plastiker, Zeichner und Illustrator.

## Leben und Werk
Max Uehlinger lebte ab 1907 mit seiner Familie in Basel. Nach der Matura studierte er 1913 einige Monate am Polytechnikum Zürich Architektur. Die Rekrutenschule absolvierte er im Tessin, insbesondere in der Leventina. Bevor er in die Unteroffiziersschule eintrat, unternahm er zusammen mit Robert F. Denzler eine Kulturreise nach Genua, Florenz, Rom und Neapel. Wieder in der Schweiz belegte er am Polytechnikum Modellierkurse bei Professor Graf, der ihn in seinem Vorhaben Bildhauer zu werden unterstützte. Während der Sommerferien war er als Schüler bei Hermann Baldin tätig. Später belegte er bei Otto Kappeler ein Atelierplatz an der Sihl und wurde von ihmunterrichtet.
Im Juli 1918 heiratete Uehlinger die aus der Leventina stammende Emma Gobbi di Piotta. Zusammen lebten sie in Basel und hatten drei Kinder. In Basel mietete er das Atelier von Hannes Jöry an der Petersgasse und hatte Kontakt u. a. zu Otto Roos, Albert Müller, Hermann Scherer und Otto Staiger. Später bezog er sein eigenes Atelier an der Kannenfeldstrasse und half Carl Burckhardt bei der Gestaltung der zwei Brunnen am Badischen Bahnhof. 1920 liess er sich mit seiner Frau und den Kinder in Paris nieder und belegte Kurse an der Académie de la Grande Chaumière bei Antoine Bourdelle, später bei Marcel Gimond (1894–1961) an der Académie Colarossi.
1922 lernte er den Maler Bruno Nizzola kennen. Zusammen unternahmen sie Reisen nach Paris und Italien und waren zeitlebens befreundet.
Uehlinger lebte mit seiner Familie ab 1924 in Minusio und bezog 1926 das eigene Atelierhaus. Zudem engagierte er sich in der Kommunalpolitik. Uehlinger befreundete sich besonders mit dem Bildhauer Giuseppe Foglia (1888–1950). Zudem hatte er u. a. Kontakt zu Ugo Gleis, Jakob Probst, Fritz Eduard Pauli oder dem auf Besuch kommenden Rudolf Maeglin sowie dem Ehepaar Carl Roesch und Margrit Roesch.
Uehlinger stellte seine Werke in verschiedenen Kunsthäuser und Kunstmuseen in der Schweiz aus. 1936 nahm Uehlinger an der Biennale di Venezia teil. 1984 und 2008 wurden Uehlingers Werke in grossen Retrospektiven gezeigt.
Im öffentlichen Raum sind seine Skulpturen u. a. in Mendrisio, Basel und Schaffhausen zu sehen. Uehlinger erhielt 1960 den Georg Fischer-Preis.